# L'incontro (Murgia)
L'incontro è un romanzo breve della scrittrice Michela Murgia ambientato nell'immaginaras cittadina di Crabas  in Sardegna.
Una prima stesura del romanzo è uscita in allegato al Corriere della Sera nel 2011; l'edizione Einaudi in forma definitiva è più ampia della precedente.

## Trama
Il piccolo Maurizio, dieci anni, passa le vacanze estive a casa dei nonni paterni a Crabas, un paese di novemila abitanti, dove i genitori lo accompagnano ogni anno. La località è conosciuta nella zona per le molte feste consacrate a santi che vi si celebrano. Poco alla volta, Maurizio conquista la fiducia dei bambini del posto con i quali gioca: Giulio, il figlio del vigile urbano, e Franco Spanu.
Durante una di queste estati, la via di Crabas viene sconvolta dalla decisione del vescovo di fondare una seconda parrocchia. I due parroci si mettono d'accordo solo a fatica sulla divisione delle anime, e inoltre il giorno della processione sacra che termina con l'incontro in piazza della statua di Gesù con quella di sua madre Maria, ogni comunità di fedeli si organizza da sé, arrivando al paradosso di due sfilate con quattro statue.
Franco Spanu, la cui abitazione è rimasta al di là del confine, organizza i chierichetti del nuovo parroco. Ma il giorno della processione, quando i due gruppi di fedeli rischiano di litigare per la confusione e la concorrenza, saranno i ragazzini a trovare un modo di trarre d'impaccio gli adulti.